# Кардозу, Камилла
Камилла Суарис Кардозу (порт. Kamilla Soares Cardoso; род. 30 апреля 2001, Монтис-Кларус) — бразильская баскетболистка, центровая, выступающая за клуб ВНБА «Чикаго Скай». Чемпионка Америки (2023) и Южной Америки (2022) в составе сборной Бразилии, самый ценный игрок чемпионата Америки 2023 года. Двукратная чемпионка NCAA (2022, 2024) в составе команды Южно-Каролинского университета, самый выдающийся игрок баскетбольного турнира NCAA 2024 года.

## Биография
Родилась в Монтис-Кларус (Бразилия) в 2001 году. В 15 лет, оставив семью в Бразилии и почти не зная английского языка, отправилась одна в США, где следующие четыре года училась в Христианской академии Хамилтон-Хайтс в Чаттануге (Теннесси). К моменту завершения учёбы в старших классах достигла роста 6 футов и 6 дюймов (198 см) и занимала первое место в рейтинге ESPN среди школьных центровых (общее пятое место среди выпускниц баскетбольных программ 2020 года). Получила предложения о приёме в ряд американских вузов с сильными традициями женского баскетбола, включая Южно-Каролинский и Коннектикутский университеты, Университет штата Огайо и Университет штата Миссисипи. В итоге поступила в Сиракузский университет в штате Нью-Йорк.
В первый год учёбы в Сиракьюзе набирала за игру в среднем по 13,6 очка (со вторым по Конференции атлантического побережья процентом попаданий с игры — 57,6 %), 8 подборов (9-й результат в конференции) и 2,7 блок-шота. Была признана новичком года в конференции и разделила награду лучшему игроку защиты года. В следующие два года в новой команде она была резервной центровой — в качестве основного игрока на этой позиции выступала Алия Бостон. Кардозу выиграла с «Геймкокс» чемпионат NCAA 2022 года, а год спустя была признана лучшим шестым игроком Юго-Восточной конференции.
Одновременно с учёбой в американских вузах начала выступать за женскую сборную Бразилии. Летом 2021 года, вскоре после перехода из Сиракузского в Южно-Каролинский университет Кардозу противостояла своему новому тренеру Дон Стэйли в полуфинале чемпионата Америки. Хотя бразильянки уступили со счётом 60-71, их центровая внесла важный вклад в игру команды, сделав за матч 10 подборов (из них 8 под своим щитом). В итоге команда Кардозу завоевала бронзовые медали турнира. В квалификационном турнире к чемпионату мира 2022 года в Сербии молодая центровая вошла в число пяти лучших игроков всего соревнования. После этого она выиграла со сборной Бразилии два региональных турнира — вначале чемпионат Южной Америки, а затем чемпионат Америки 2023 года — и оба раза была признана самым ценным игроком чемпионатов. По ходу чемпионата Америки 2023 года её сборная дважды обыграла американок, причём в финальном матче против этой команды Кардозу набрала 20 очков, сделала 11 подборов и 3 перехвата (все три показателя намного выше её средних результатов в течение турнира).
В сезоне 2023/2024, после того как Бостон завершила учёбу и перешла в ВНБА, Кардозу стала основной центровой команды Южно-Каролинского университета. В среднем за игру в выпускном сезоне она приносила команде по 14,4 очка, 9,7 подбора и 2,5 блок-шота, став лидером «Геймкокс» по всем трём показателям. Этот сезон «Геймкокс» провели без единого поражения и завоевали третье за семь лет звание чемпионок NCAA, а сама центровая была включена в символическую сборную Америки, признана лучшим оборонительным игроком среди студенток по версии WBCA и самым выдающимся игроком национальных плей-офф.
На драфте ВНБА 2024 года Кардозу была выбрана под общим 3-м номером клубом «Чикаго Скай». Дебют центровой в ВНБА был отложен из-за травмы плеча в одной из предсезонных игр, и свой первый матч в ранге профессионала она провела 1 июня 2024 года против клуба «Индиана Фивер» и первого номера драфта 2024 года Кейтлин Кларк.

## Игровая статистика

### Сборная Бразилии
| ЧА 2021                                                                                 | 7 | 18,2 | 26/42 | 61,9 | 26/42 | 61,9 |  |  | 17/23 | 73,9 | 3,0 | 5,0 | 8,0  | 0,9 | 1,3 | 0,3 | 1,6 | 2,0 | 69 | 9,9  |
| ЧЮА 2022                                                                                | 5 | 18,8 | 27/46 | 58,7 | 27/46 | 58,7 |  |  | 20/30 | 66,7 | 5,0 | 6,4 | 11,4 | 1,4 | 0,6 | 1,2 | 2,6 | 1,2 | 74 | 14,8 |
| ЧА 2023                                                                                 | 7 | 20,4 | 31/53 | 58,5 | 31/53 | 58,5 |  |  | 14/25 | 56.0 | 3,1 | 5,1 | 8,3  | 1,3 | 1,1 | 1,0 | 1,1 | 1,3 | 76 | 10,9 |
| Наведите курсор мыши на аббревиатуры в заголовке таблицы, чтобы прочесть их расшифровку |   |      |       |      |       |      |  |  |       |      |     |     |      |     |     |     |     |     |    |      |

### Колледж
| Сезон                                                                                   | Команда        | GP  | GS | MPG  | FG%  | 3P%   | FT%  | RPG | APG | SPG | BPG | PPG  |  |
| --------------------------------------------------------------------------------------- | -------------- | --- | -- | ---- | ---- | ----- | ---- | --- | --- | --- | --- | ---- |  |
| 2020/21                                                                                 | Сиракузы       | 24  | 23 | 23,5 | 57,6 | 0,0   | 60,2 | 8,0 | 0,7 | 0,6 | 2,7 | 13,6 |  |
| 2021/22                                                                                 | Южная Каролина | 32  | 0  | 13,3 | 55,3 |       | 71,7 | 5,1 | 1,0 | 0,3 | 1,4 | 5,4  |  |
| 2022/23                                                                                 | Южная Каролина | 36  | 0  | 18,8 | 55,9 |       | 69,4 | 8,5 | 0,9 | 0,4 | 1,9 | 9,8  |  |
| 2023/24                                                                                 | Южная Каролина | 33  | 32 | 25,3 | 59,4 | 100,0 | 65,9 | 9,7 | 2,0 | 0,6 | 2,5 | 14,4 |  |
|                                                                                         | Всего          | 125 | 55 | 20,0 | 57,5 | 50,0  | 66,2 | 7,9 | 1,2 | 0,5 | 2,1 | 10,6 |  |
| Наведите курсор мыши на аббревиатуры в заголовке таблицы, чтобы прочесть их расшифровку |                |     |    |      |      |       |      |     |     |     |     |      |  |

### ВНБА
| Сезон                                                                                    | Команда | Регулярный сезон | Регулярный сезон | Регулярный сезон | Регулярный сезон | Регулярный сезон | Регулярный сезон | Регулярный сезон | Регулярный сезон | Регулярный сезон | Регулярный сезон | Регулярный сезон | Серия плей-офф | Серия плей-офф | Серия плей-офф | Серия плей-офф | Серия плей-офф | Серия плей-офф | Серия плей-офф | Серия плей-офф | Серия плей-офф | Серия плей-офф | Серия плей-офф |
| Сезон                                                                                    | Команда | GP               | GS               | MPG              | FG%              | 3P%              | FT%              | RPG              | APG              | SPG              | BPG              | PPG              | GP             | GS             | MPG            | FG%            | 3P%            | FT%            | RPG            | APG            | SPG            | BPG            | PPG            |
| ---------------------------------------------------------------------------------------- | ------- | ---------------- | ---------------- | ---------------- | ---------------- | ---------------- | ---------------- | ---------------- | ---------------- | ---------------- | ---------------- | ---------------- | -------------- | -------------- | -------------- | -------------- | -------------- | -------------- | -------------- | -------------- | -------------- | -------------- | -------------- |
| 2024                                                                                     | Чикаго  | 32               | 29               | 27,4             | 52,1             | -                | 72,6             | 7,9              | 1,7              | 0,5              | 1,4              | 9,8              | Не участвовала | Не участвовала | Не участвовала | Не участвовала | Не участвовала | Не участвовала | Не участвовала | Не участвовала | Не участвовала | Не участвовала | Не участвовала |
| Наведите курсор мыши на аббревиатуры в заголовке таблицы, чтобы прочесть их расшифровку. |         |                  |                  |                  |                  |                  |                  |                  |                  |                  |                  |                  |                |                |                |                |                |                |                |                |                |                |                |